# فردریش گرهارد
فردریش گرهارد (آلمانی: Friedrich Gerhard; ۲۴ ژوئیهٔ ۱۸۸۴ – ۱۶ مهٔ ۱۹۵۰) سوارکار اهل آلمان بود.